# Campionato mondiale maschile under 23 di pallavolo
Il campionato mondiale maschile under 23 di pallavolo è stata una competizione pallavolistica per squadre nazionali, riservata a giocatori con un'età inferiore di 23 anni, organizzata con cadenza biennale dalla FIVB.

## Edizioni
| Edizione      | Edizione            | Podio     | Podio   | Podio  |
| Anno          | Organizzatore       | Campione  | Seconda | Terza  |
| ------------- | ------------------- | --------- | ------- | ------ |
| 2013 Dettagli | Brasile             | Brasile   | Serbia  | Russia |
| 2015 Dettagli | Emirati Arabi Uniti | Russia    | Turchia | Italia |
| 2017 Dettagli | Egitto              | Argentina | Russia  | Cuba   |

## Medagliere
| Pos. | Squadra   | 1º posto | 2º posto | 3º posto | Totale |
| ---- | --------- | -------- | -------- | -------- | ------ |
| 1    | Russia    | 1        | 1        | 1        | 3      |
| 2    | Argentina | 1        | 0        | 0        | 1      |
| 2    | Brasile   | 1        | 0        | 0        | 1      |
| 4    | Serbia    | 0        | 1        | 0        | 1      |
| 4    | Turchia   | 0        | 1        | 0        | 1      |
| 6    | Cuba      | 0        | 0        | 1        | 1      |
| 6    | Italia    | 0        | 0        | 1        | 1      |